# Hôtel Paysant
L'hôtel Paysant  est un hôtel particulier  situé dans le 4e arrondissement de Paris construit  au XVIIe siècle.

## Histoire
L’hôtel est acquis par adjudication en 1644  par le notaire Etienne  Paysant qui la loue au marquis et à la marquise de Sévigné qui s’y établissent en décembre 1644. La marquise lassée des infidélités de son mari, notamment une liaison avec Ninon de Lenclos, demande la séparation de biens et donne congé à son propriétaire en septembre 1650 pour s’établir au château des Rochers.
En 1660, Marie Paysant fille d’Etienne Paysant hérite de la maison et fait rebâtir le corps de logis sur cour. Jean-Baptiste du Féron, grand maître des eaux et forêts de l’Île-de-France achète l’hôtel qui reste dans la même famille jusqu’en 1808. La demeure est acquise par Jacques Happey propriétaire de l’hôtel de Vieuville à proximité et reste  la propriété de ses descendants, les Barbier d’Aucour jusqu’aux années 1920.

## Description
La façade sur rue  a gardé les lucarnes à clefs surmontées de frontons alternativement cintrés et rectangulaires. Les garde-corps sont d’époque Louis XV à fleurons et à spirales.
La cour est bordée à droite  d’un pavillon qui comporte un escalier du XVIIe siècle en fer forgé, à gauche  d’un pavillon qui renferme un escalier Louis XIII à balustres de bois.
Le corps de logis au fond de la cour du  XVIIe siècle  est percé d’arcades en anses de panier, orné de tables est surmonté d’un fronton triangulaire.

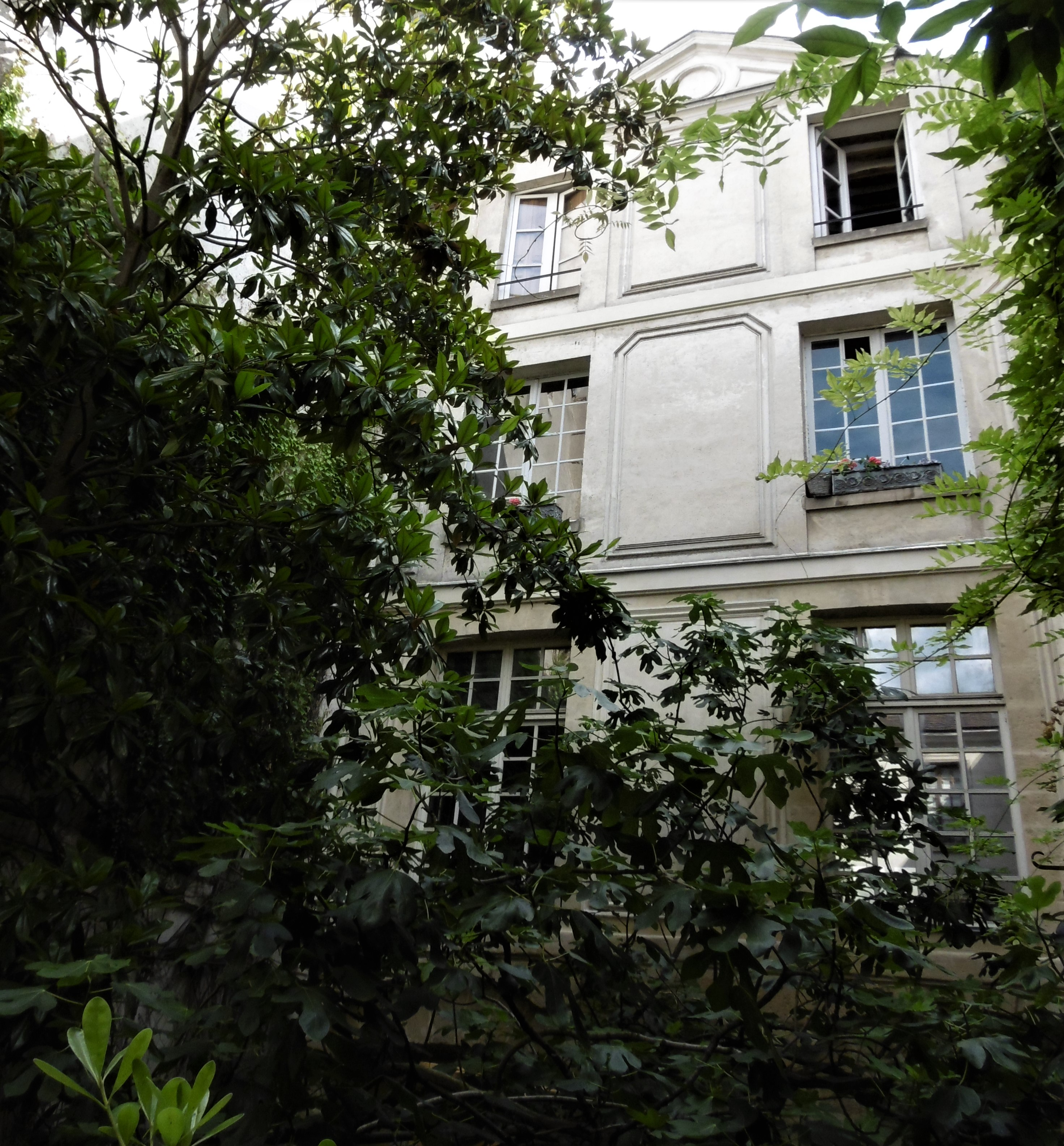
Corps de logis en fond de cour.
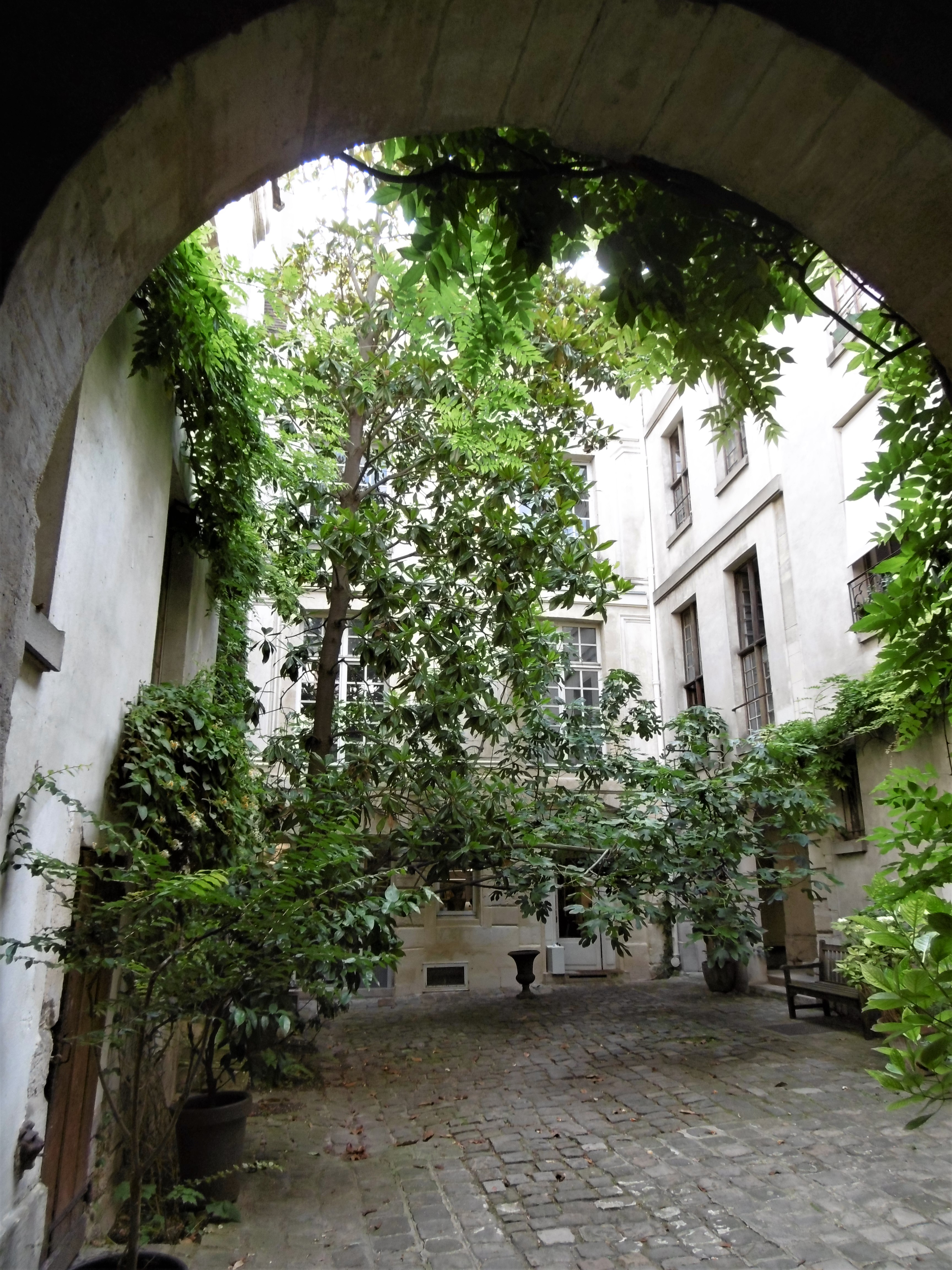
Cour de l’hôtel.
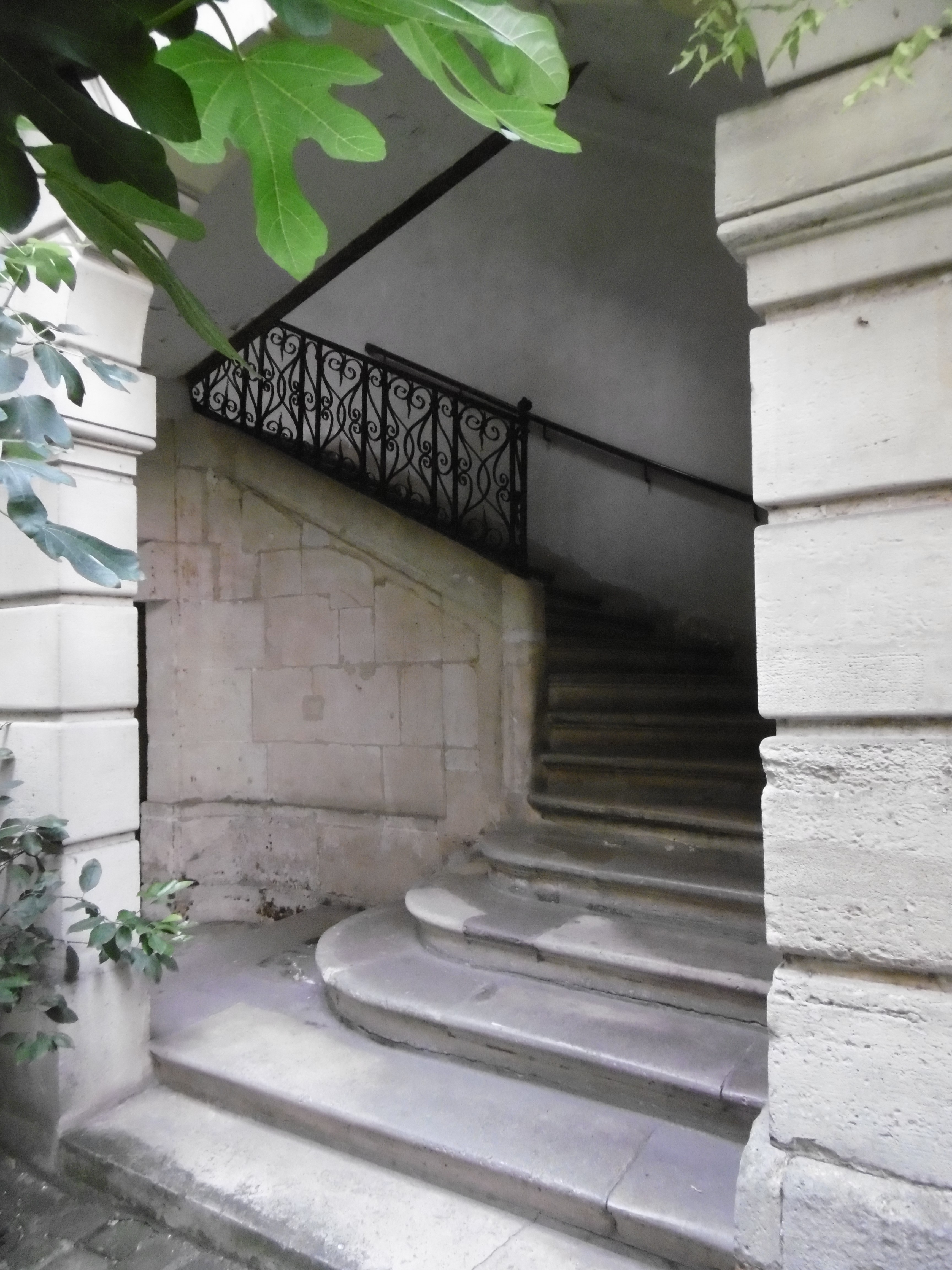
Escalier du pavillon de droite.